# کورک (آریزونا)
کورک (به انگلیسی: Cork) یک منطقهٔ مسکونی در ایالات متحده آمریکا است که در آریزونا واقع شده‌است. کورک ۸۴۲ متر بالاتر از سطح دریا واقع شده‌است.